# Kleidung

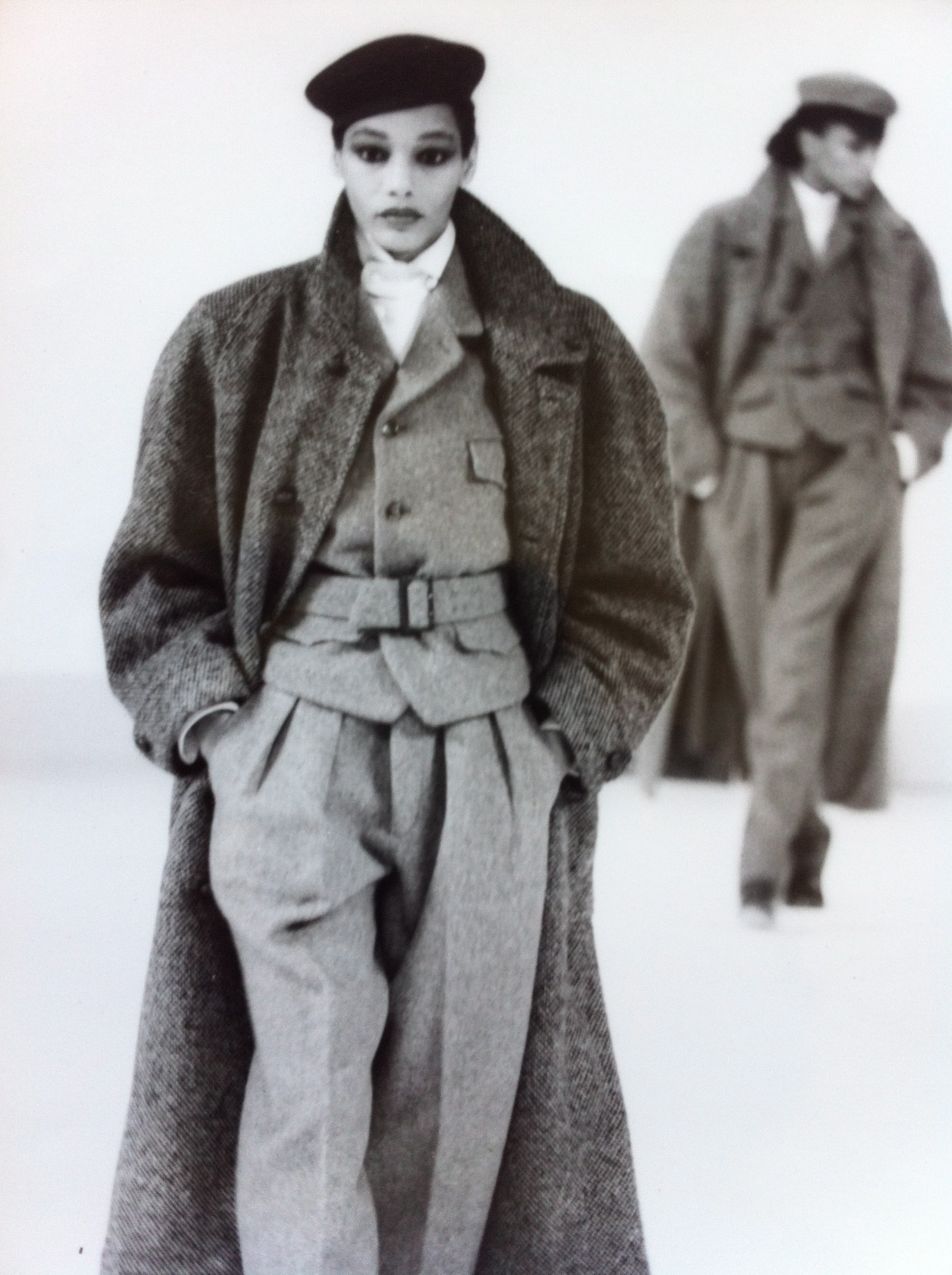
Model Renée Gunter präsentiert Haute Couture um 1970

Kleidung, auch Bekleidung (in Süddeutschland, Österreich und der Schweiz auch Gewand), ist die Gesamtheit aller Textilien und Gegenstände, die der Mensch auf dem Körper als Hülle trägt.
Kleidung lässt sich in Unterwäsche und Oberbekleidung unterteilen, auch Schuhe und Kopfbedeckungen werden zur Kleidung gezählt. Kleinteiligere Gegenstände wie Schmuck und Accessoires, die rein darstellenden Zwecken dienen, werden nicht zur Kleidung gezählt.
Modische Bekleidung ist in ihrer jeweiligen Gestaltung ein Ausdrucksmittel der nonverbalen Kommunikation. Arbeitskleidung dient dem Schutz vor belastenden Umwelteinflüssen, vor Verletzungen und/oder Gefahren in der Arbeitsumgebung. In Theater und Film unterstreicht sie als Kostüm die Bühnen- bzw. die Filmrollen der jeweils Agierenden. Entsprechend den klimatischen, individuellen und modisch-ästhetischen Bedürfnissen des Menschen hat sie sich kultur- und zeitabhängig unterschiedlich entwickelt. Kleidung hat zudem eine sozio-ökonomische Funktion der Distinktion.

## Forschungstheorien zum Tragen von Kleidung
Die Beantwortung der Frage, warum ein Mensch sich überhaupt kleidet, hat wesentlich drei Theorien hervorgebracht: die Schutztheorie ist die älteste, im 19. Jahrhundert verbreitete sich im Zusammenhang mit christlichen Moralvorstellungen die Schamtheorie und schließlich wurde die Schmucktheorie entwickelt (das Bedürfnis, sich bewusst zu zeigen, um aufzufallen und um bewundert zu werden). Heute geht die Forschung davon aus, dass alle drei Gründe für das Tragen von Kleidung nicht nebeneinander stehen, sondern ineinandergreifen. Dahinter steht unter anderem der Gedanke, wenn Kleidung als Wärmeschutz nur eine Entwicklungsstufe der Evolution wäre, der Mensch auf der Endstufe angekommen ist und keine Modifikation, wie sie die Mode hervorbringt, benötigt. Als „zweite Haut“ schützt und verhüllt Kleidung und dient darüber hinaus dem Ausdruck der eigenen Individualität. Auch geht es nicht nur darum, dass Kleidung verhüllt, sondern wie sie verhüllt. Die Wahl zwischen unterschiedlicher Kleidung kann anlassbezogen sein (etwa Trauerkleidung, Hochzeitskleidung), sie leitet aber auch über zum Begriff der Mode.

## Geschichte

### Neolithikum und Antike
Nach Auffassung des Anthropologen Alexander Pashos lässt sich der geschichtliche Zeitpunkt, seit dem Menschen regelmäßig Kleidung trugen, aus dem Auftreten der Kleiderlaus schätzen. Daraus gefolgert deuten aktuelle Genanalysen auf einen Entstehungszeitraum vor etwa 75.000 Jahren hin. Darüber hinaus existieren jedoch auch andere Auffassungen, nach denen bereits bis vor ca. 650.000 Jahren die Vorfahren des heutigen Menschen Kleidung trugen. Einer der ältesten erhaltenen Umhänge fand sich in der italienischen Höhle von Arene Candide. Er bestand aus etwa 400 Feh und wird auf ein Alter von ca. 23.000 Jahren datiert.
Aus dem Mittelpaläolithikum von Neumark-Nord, einer ca. 200.000 Jahre alten Fundstelle aus der Zeit des Neandertalers an einem ehemaligen Seeufer bei Frankleben in Sachsen-Anhalt, stammt ein Steingerät mit anhaftenden Resten von Eichensäure in einer Konzentration, die nicht natürlich auftreten kann und deshalb als ein Hinweis auf das Gerben von Tierhäuten gedeutet wird. Mit Hilfe von Steinwerkzeugen zugeschnittene, an den Enden abgerundete Rippen mit geglätteten Flächen, die in der Contrebandiers-Höhle an der Atlantikküste von Marokko entdeckt wurden, sind rund 120.000 bis 90.000 Jahre alt und gelten als die frühsten gegenständlichen Belege für die Bearbeitung von Tierhäuten.
Die Entwicklung von spezialisierterem Steinwerkzeug war Voraussetzung, um die Oberfläche der Felle so zu bearbeiten, dass sie als Kleidung (ggf. auch enthaart als Leder) genutzt werden konnten. Möglicherweise wurden Felle zunächst als erster primitiver Sonnenschutz verwendet und später zu Zelten weiterentwickelt, bevor sie als Kleidung verwendet wurden. Die Nutzung von Pelz-Kleidungsbestandteilen als Statussymbol des erfolgreichen Jägers, und damit häufig auch des Gruppenanführers, dürfte ebenfalls sehr früh eine Rolle gespielt haben; die bis in die Neuzeit noch übliche derartige Verwendung in heißen Gegenden lässt darauf schließen. Die Effektivität als Kleidung wurde durch die Erfindung des Nähens erheblich gesteigert, da Kleidung nun geschlossen und dem menschlichen Körperbau angepasst werden konnte. Mit genähter Kleidung war es dem Menschen möglich, auch sehr kalte Regionen wie Nordkanada, Grönland und Nordsibirien ständig zu besiedeln (z. B. Eskimos). Mit der Domestizierung des Schafs im frühen Neolithikum und der Erfindung des Webens konnte nun auch Wolle als Rohstoff für Textilien genutzt werden. Das Schließen von Überwurfkleidung konnte neben dem Vernähen als ständigem Verschluss nun auch bei Gebrauch durch Gewand-Nadeln, später Fibeln und Schnallen, noch später durch Knöpfe erfolgen.
Der Verlust von Fell in der menschlichen Evolution ermöglichte dem Menschen in seinen damaligen warmen Lebensräumen die Körpertemperatur besser zu regulieren (Schwitzen). Dies erhöhte seine Ausdauer zur Nahrungsbeschaffung bei der Hetzjagd. Mit der Erfindung der Kleidung wurde der damit auch verbundene Nachteil wieder kompensiert. Die Möglichkeit, unterschiedlich stark wärmedämmende Kleidung verwenden zu können, erhöht die menschliche Flexibilität, sich in sehr unterschiedlichen Klimazonen aufhalten zu können.
Archäologische Funde von chemischen Relikten des Seidenproteins Fibroin in zwei 8500 Jahre alten Gräbern lassen vermuten, dass jungsteinzeitliche Bewohner von Jianhu die Seidenfasern bereits zu Stoffen gewebt haben.
Bereits in den frühen Hochkulturen und der Antike unterlag der Kleidungsstil der Mode. Mesopotamische Terrakotten, insbesondere die mit bekleideten Frauen, sind als in Massenproduktion gefertigte Produkte in großer Zahl erhalten geblieben und zeigen die aktuelle Mode. Sie werden deshalb auch als eine Art „Modelexikon der Zeit“ angesehen.
Antike Belege für hosentragende Frauen finden sich in römischen Berichten (Tacitus 17) und auf Darstellungen von Kelten und Germanen. Eine Darstellung einer mitteleuropäischen Frau mit Hose findet man, neben Darstellungen von Frauen in Kleidern und Röcken, auf der Trajanssäule (113 n. Chr.) in Rom. Später war das Tragen von Hosen für europäische und amerikanische Frauen jahrhundertelang tabu.

### Mittelalter

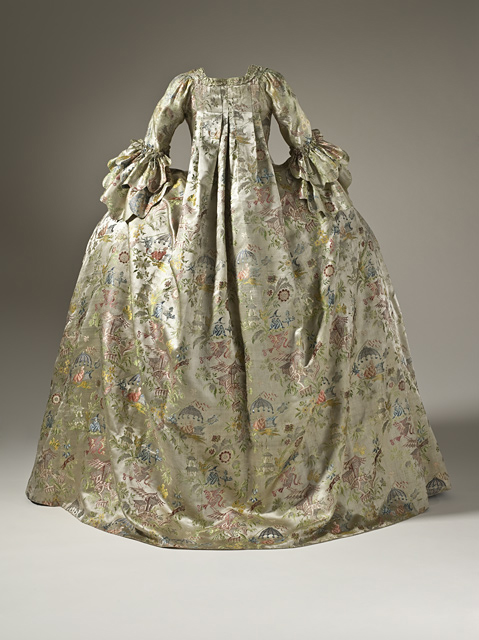
Eine Contouche (Robe um 1750)

Die Kleidung im Mittelalter spiegelte den Platz innerhalb der mittelalterlichen Ständeordnung wider. Unterschiede zwischen den Ständen bestanden meist nur im verwendeten Material und dem dazugehörigen Zierrat. Verfügbare Materialien zur Textilherstellung für die niederen Stände waren Leinen, Hanf, Nessel (diese drei insbesondere zur Verwendung für die Unterkleidung) und Schafwolle (diese insbesondere für Oberbekleidung). Der höhere Stand konnte auch teure Importstoffe (zum Beispiel aus Seide, besonders wertvoll mit Purpur gefärbt), bessere Textilqualitäten und veredelte Tuche kaufen.

### Industrielle Revolution, 19. Jahrhundert

Frau in Radfahrerhose anno 1897 (Werbeanzeige)

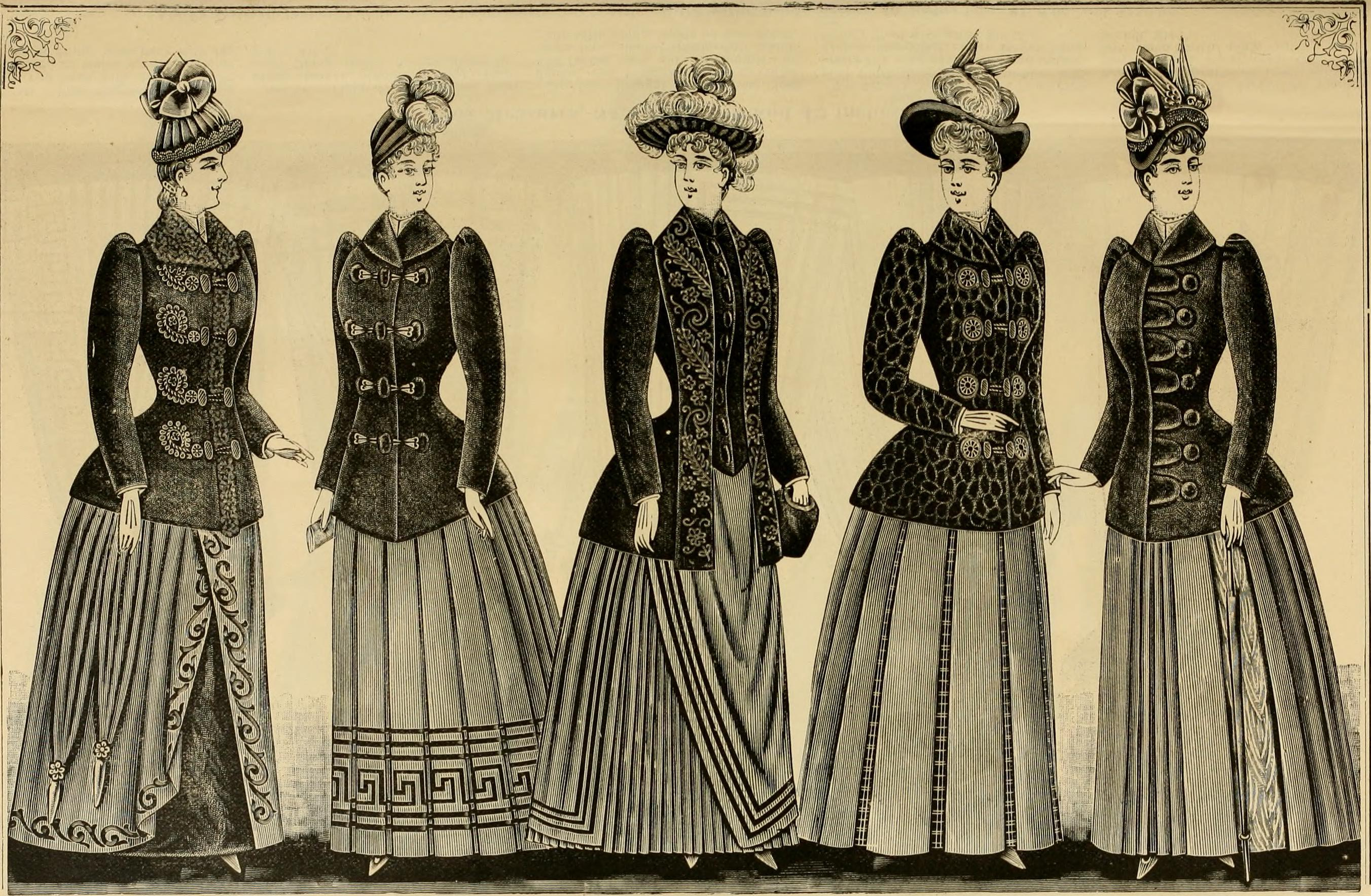
Frauenkleidung aus einem Katalog von 1890

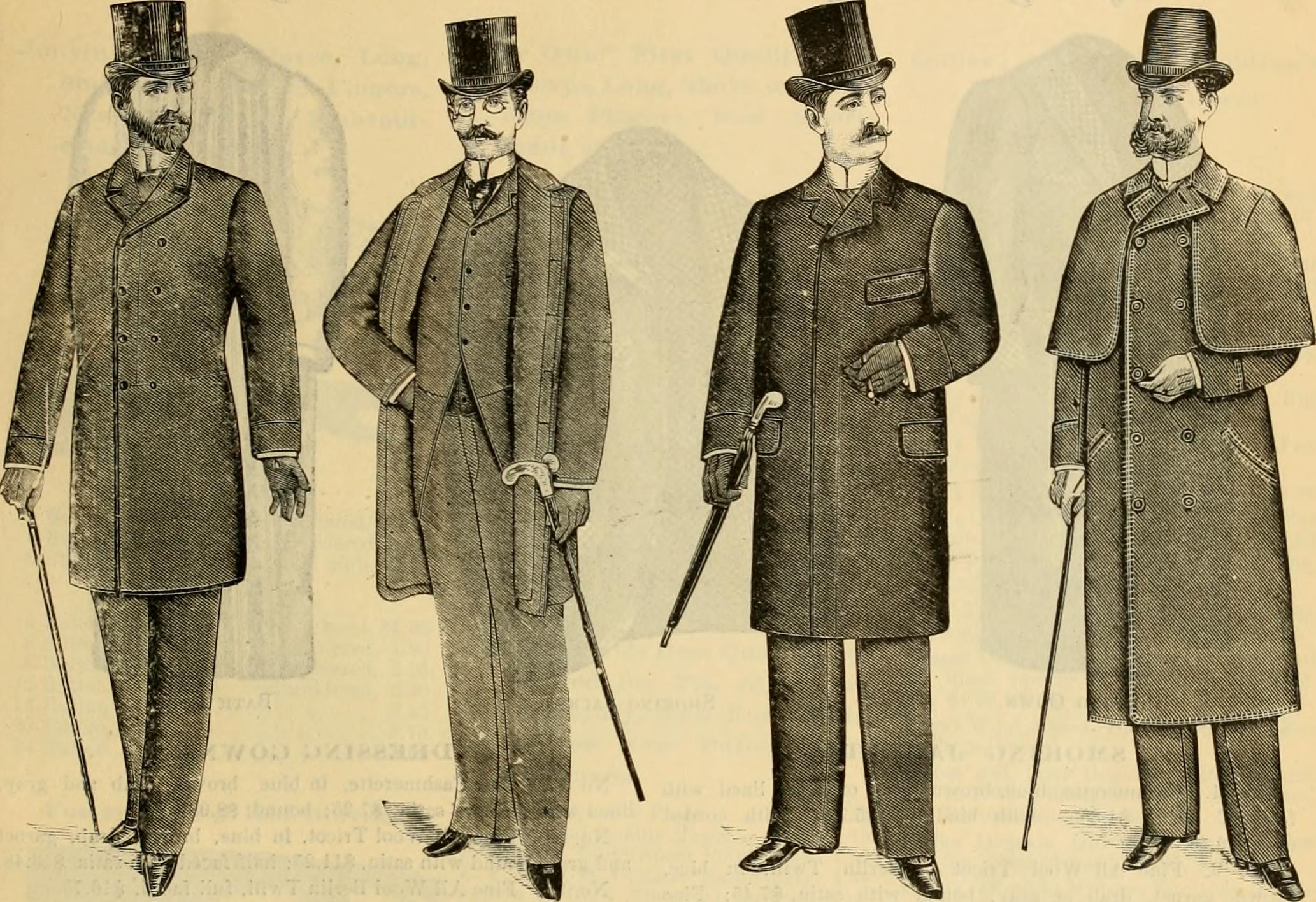
Männerkleidung aus einem Katalog von 1890

Baumwolle und neue Maschinen für seine Aufbereitung und Verarbeitung (Spinnen, Weben) waren die wichtigsten Impulse für den Beginn der Industriellen Revolution. Baumwollverarbeitung machte im Jahr 1830 etwa 8 Prozent des Bruttoinlandprodukts in Großbritannien aus und führte zu explosivem Wachstum von Städten, in denen sich die Baumwollindustrie entwickelte (z. B. Manchester).

### Kleidungsreform, 2. Hälfte des 19. Jahrhunderts
Im Umfeld der Lebensreform-Bewegungen gab es in der zweiten Hälfte des 19. Jahrhunderts in Deutschland mehrere Ansätze zu einer Reform der Kleidung, wobei sich die ersten Überlegungen auf die Männerkleidung bezogen (Reformkleidung Bauhaus).
Seit dem Ersten Weltkrieg, als viele Frauen zur Erwerbsarbeit gezwungen waren, trugen sie Hosen. Fabrikarbeiterinnen trugen Overalls, Frauen im öffentlichen Dienst eine Uniform mit langer Hose (im Winter). 1917 stattete man die Frauen, die als „männlicher Ersatz“ im Eisenbahndienst arbeiteten, mit langen Beinkleidern aus. Die „Hilfsbeamtinnen“ erhielten Joppe (Jacke), Hose, Gamaschen und Mütze, die Arbeiterinnen eine blusenartige Jacke und eine Hose. Es war dieselbe Kleidung, die die Männer in diesen Bereichen zuvor getragen hatten, sie wurde also nicht eigens hergestellt. Im Krieg wurde diese Ausstattung ohne weiteres als notwendig akzeptiert, jedoch hielt man die Frauenhosen für eine vorübergehende Erscheinung.
Die Damenhose war noch in den 70er Jahren in London unter weiblichen Bankangestellten undenkbar. In internationalen Luxushotels galt das Hosenverbot für Frauen ebenso noch in den 70ern. Auch im Londoner Nobelkaufhaus Harrods waren behoste Kundinnen noch bis 1970 unerwünscht. Der Sängerin Esther Ofarim wurde 1966 der Zutritt im Hosenanzug zur Bar des Hamburger Atlantic-Hotels verwehrt. Auf den Theaterbühnen waren Hosenrollen eine erotische Sensation: Männerrollen, die von Hosen tragenden Darstellerinnen ausgeführt wurden.

## Bedeutung

### Physiologische Schutzfunktion und Gefahren

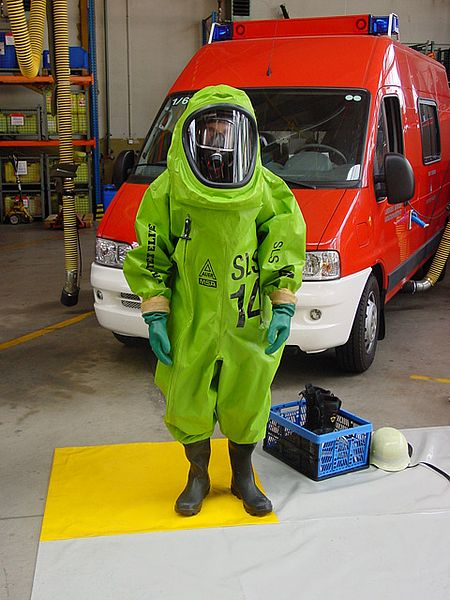
Chemikalienschutzanzug

Kleidung soll den Menschen vor Unterkühlung und Erfrierung (durch Kälte, Nässe, Wind) und vor einem Hitzeschaden oder Sonnenbrand (durch Wärmestrahlung und UV-Licht) schützen und gleichzeitig die Verdunstung des Schweißes beim Schwitzen nicht behindern. Weitergehenden Schutz vor besonderen Risiken bietet spezielle, heute meist normierte Schutzkleidung wie die „kugelsichere Weste“, die Schnittschutzhose für Arbeiten mit der Motorsäge, die Hitzeschutzkleidung oder der Chemieschutzanzug.
Gefahren
Unzweckmäßige Kleidung kann gesundheitsgefährdend sein:
- ungünstiger Schnitt kann zu engen oder zu fest anliegenden Kleidern führen, die auf Blutgefäße, Nerven oder leicht verletzliche Organe drücken und die die erforderliche Ventilation und Wärmeregulierung verhindern (z. B. beim Schnüren);
- Benutzung giftiger Substanzen zum Färben (Schweinfurter Grün, Chromgelb und bestimmte Anilinfarben), sie sind besonders gefährlich, wenn sie nur lose mit Stärke aufgelegt sind, wie bei Schleiern und Seidenzeug;
- Aufnahme organischer Krankheitskeime und Übertragung auf Gesunde (Flanell und dünne Wollstoffe aufgrund ihrer rauen Oberfläche).
- Feuergefährlichkeit: In Kontakt mit Flammen oder Funken können bestimmte Textilien, vor allem leichte flauschige, schnell abbrennen oder schmelzen und somit zu erheblichen Brandverletzungen führen.[15]
- Krankheiten (z. B. Grippe, Erkältung, Gicht) bei unzureichend wärmender Kleidung

### Psychologische Funktion

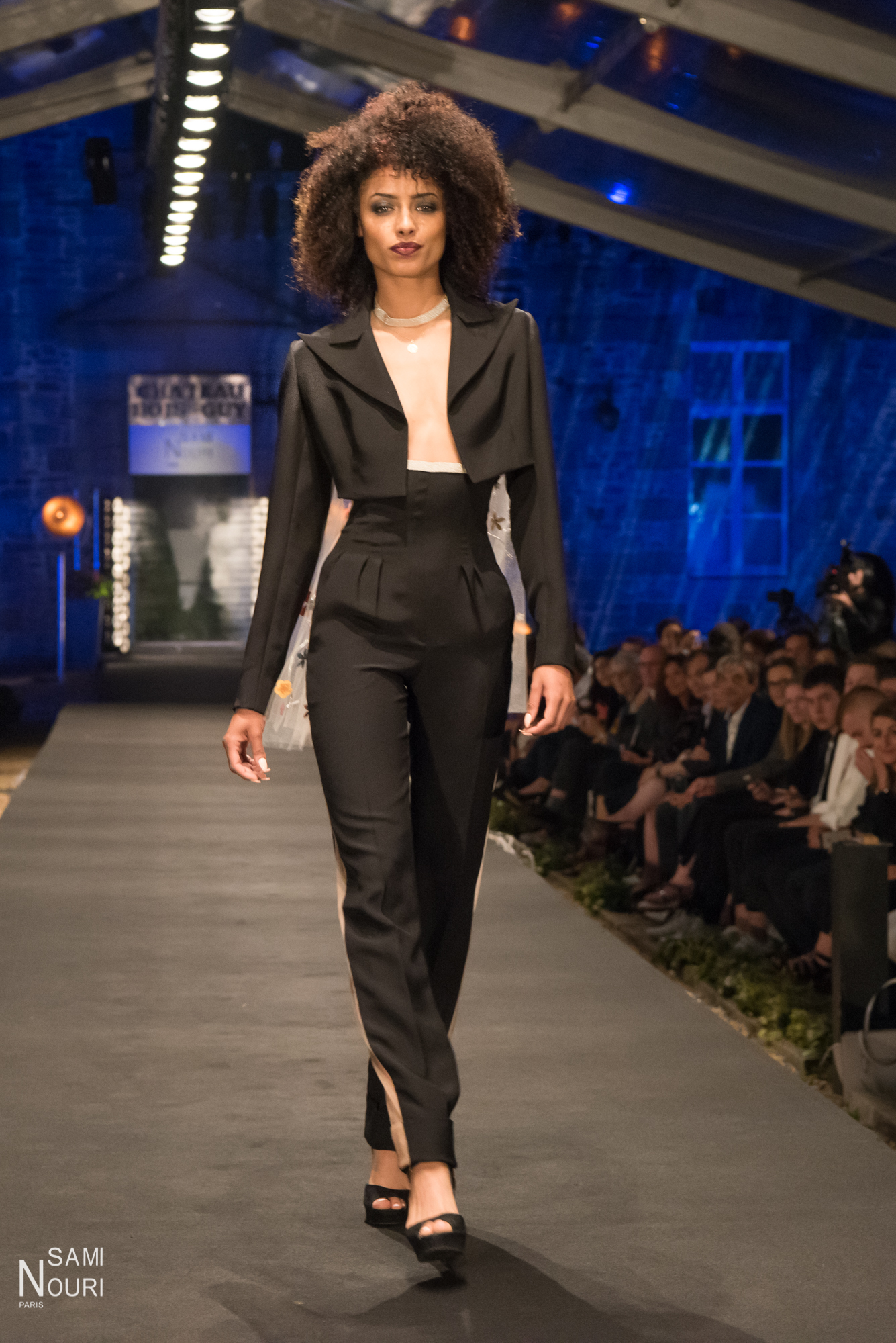
Bolero mit Hose, Haute Couture Fashion show

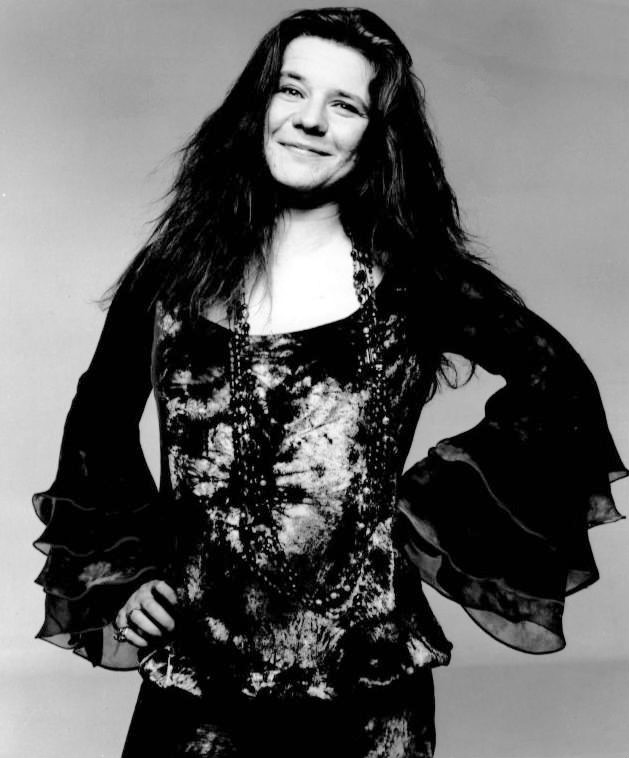
Janis Joplin (1943–1970)

Kleidung kann auch eine Anpassung an gesellschaftliche Zwänge, zu nennen ist hier die Notwendigkeit der Krawatte, oder das Gegenteil aufzeigen. Sie kann Aussagen übermitteln, wie das Festhalten an antiquierten Rollenklischees oder das Eintreten für eine heute überkommene Aufgabenverteilung unter den Geschlechtern. Die Hippie-Bewegung war ein Ausdruck der gesellschaftlichen Veränderungen. Noch 1969 wurde der Schauspielerin Senta Berger der Zugang zu einem Dinner in einem Londoner Hotel verwehrt, weil sie einen edlen Designer-Anzug trug. Sie musste sich umziehen. Anfang 1970 drohte der damalige Bundestagsvizepräsident Richard Jaeger (CSU), er werde jede Abgeordnete, die es wagen sollte, in Hosen zur Plenarsitzung zu erscheinen, aus dem Saal weisen. Am 15. April 1970 erschien Lenelotte von Bothmer (SPD) in einem Hosenanzug im Bundestag und am 14. Oktober 1970 hielt sie als erste Frau in Hosen eine Rede im Bundestag. Noch 1970 war Unisex-Mode undenkbar.
Kleidung kann je nach Schnittführung und Material, bspw. Samt, Seide, Leder, Latexkleidung, auch spezielle haptische oder sinnliche Erfahrungen bieten.
Kleidung kann zum Genussmittel werden. Darunter fällt der sinnliche Genuss einer anmutigen Erscheinung, sowie an bestimmten Materialien, Formen und Farben insbesondere bei sexuellem Fetischismus, einer Abart der Sexualität, bei der der Fetisch, bspw. Reizwäsche, ein Schuh oder getragene Wäsche als Stimulus der sexuellen Erregung und Befriedigung dient, und nicht der Sexualpartner. Die Hintergründe sind in der Kindheit begründet.

### Wirtschaftliche Bedeutung
Die Länder mit der größten Kleidungsproduktion sind China und Bangladesch.

### Soziale Bedeutung – Kommunikationsmittel

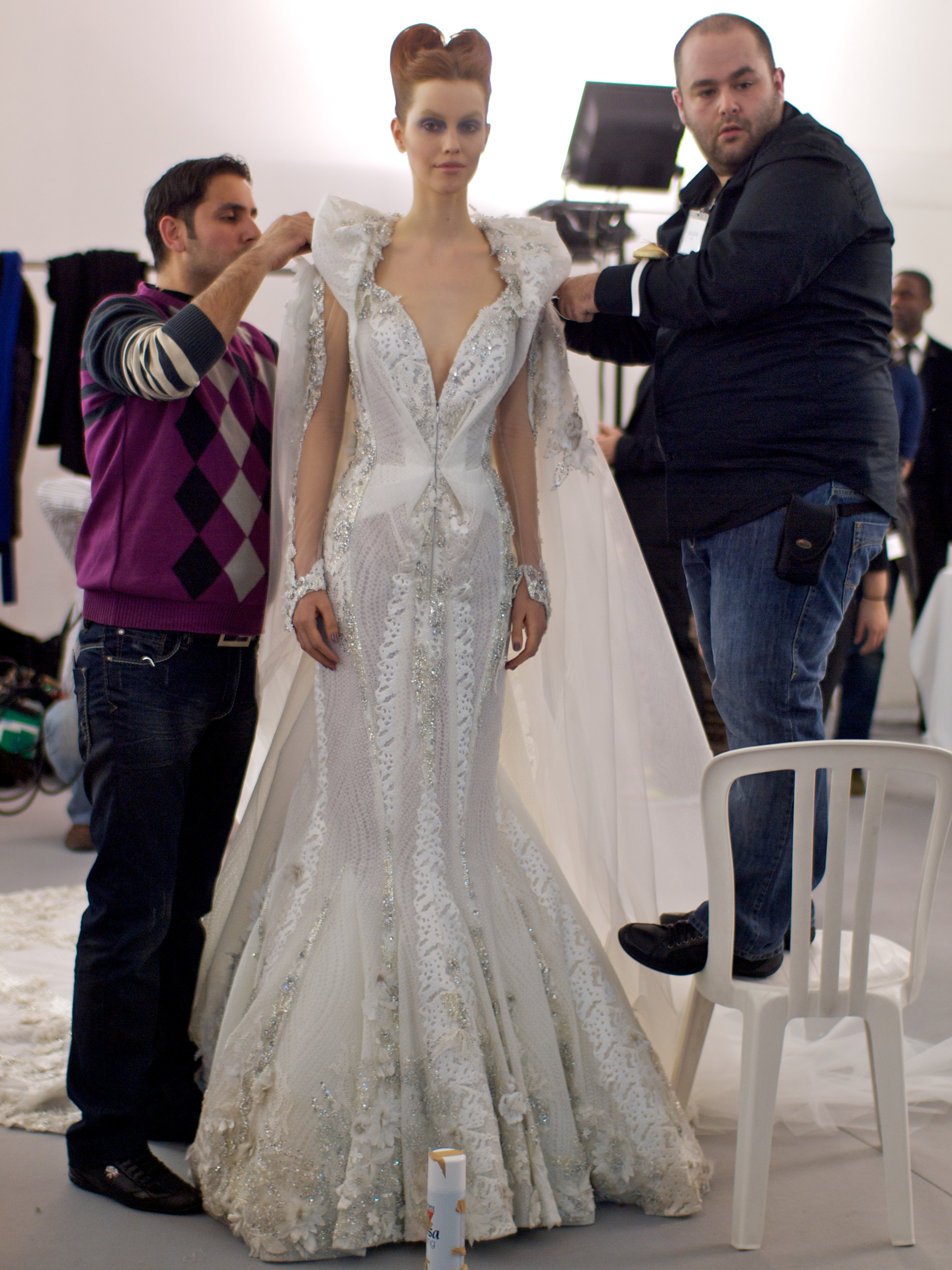
Basil Soda (1967–2015), Haute Couture Spring/Summer 2011

Darüber hinaus dient Kleidung als Zeichen und Kommunikationsmittel, das ein breites Spektrum an Aussagen/Signalen zur Verfügung stellt. Eine sehr einfache Form ist die schlichte Markierung oder Kennzeichnung als beachtenswertes Objekt; so sollen neonfarbene Warnwesten von Straßenarbeitern verhindern, dass ein Arbeiter übersehen wird. Die Bedeutung, die Kleidung im Leben eines einzelnen Menschen hat, ist individuell sehr unterschiedlich, auch abhängig vom gesellschaftlichen Umfeld (und dessen Rollenerwartungen an den einzelnen). Für die einen ist sie unwichtige Äußerlichkeit bzw. pragmatischer Gebrauchsgegenstand, für die anderen wesentlicher Bestandteil ihres Lebens.
Häufig kennzeichnet Kleidung die Mitglieder einer Gruppe als Angehörige dieser Gruppe. Im Sport markiert das Trikot den Träger als Angehörigen einer Mannschaft, so wie einst die Uniform half, Freund und Feind zu unterscheiden. Im Normalfall dient sie nur der Unterscheidung von anderen Gruppen und sagt wenig über die Eigenschaften der Gruppe aus. Das ist bei anderer gruppenspezifischer Kleidung deutlich anders. Beispiele dafür sind neben Sportkleidung in etablierten Vereinsfarben auch die Präsentation von Berufsrollen, Rang- (etwa Uniform des Militärs) und Standesunterschiede (die Abgrenzung bzw. Zugehörigkeit von anderen gesellschaftlichen Gruppen bzw. Individuen).
Auch in der Art der Bedeutung, die der einzelne der Kleidung beimisst, bestehen erhebliche Unterschiede. Sie zeigen sich an den sehr unterschiedlichen Aspekten, auf die der einzelne bei der Wahl seiner Kleidung vorrangig achtet: Mode-, Marken-, Stil-, Schönheitsbewusstsein; Gebrauchsfunktionalität; Wohlfühlkomponenten. Dahinter können ganz unterschiedliche Motive stecken (je und/oder): Pragmatismus, Genussstreben, Wunsch nach Integration durch Assimilation, Ausdruck von Gefühlen und Stimmungen, Wunsch nach Wohlbefinden, Imponierverhalten, Ausdruck des eigenen Lebensstils, sozialer Status, Nonkonformismus, Rebellion uvam.
Weitere Markierungsfunktionen der Kleidung sind ästhetischer Art (teils unbewusst): das Sich-Ausdrücken-Wollen oder das Schmücken des Trägers, aber auch das ästhetisch-ironische Spielen und Experimentieren mit etablierten Formen der Kennzeichnung. Darunter fällt die identifikationsstiftende Komponente der Kleidung einer bestimmten Szene, die je nach Standpunkt als Subkultur bzw. Gegenkultur zum herrschenden Mainstream wahrgenommen werden möchte. So kann auch ersichtlich defekte Kleidung, wie z. B. zerrissene Lederjacken innerhalb der Punkszene oder Flickenjeans der Blueserszene für die Träger ästhetisch und erfüllend sein, während die allgemeine Meinung den Kleidungsstil eher als unangemessen und abgerissen bezeichnet.

### Zeichen der Zugehörigkeit

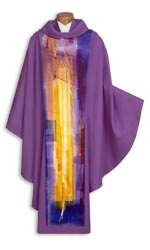
Liturgische Kleidung: eine Kasel

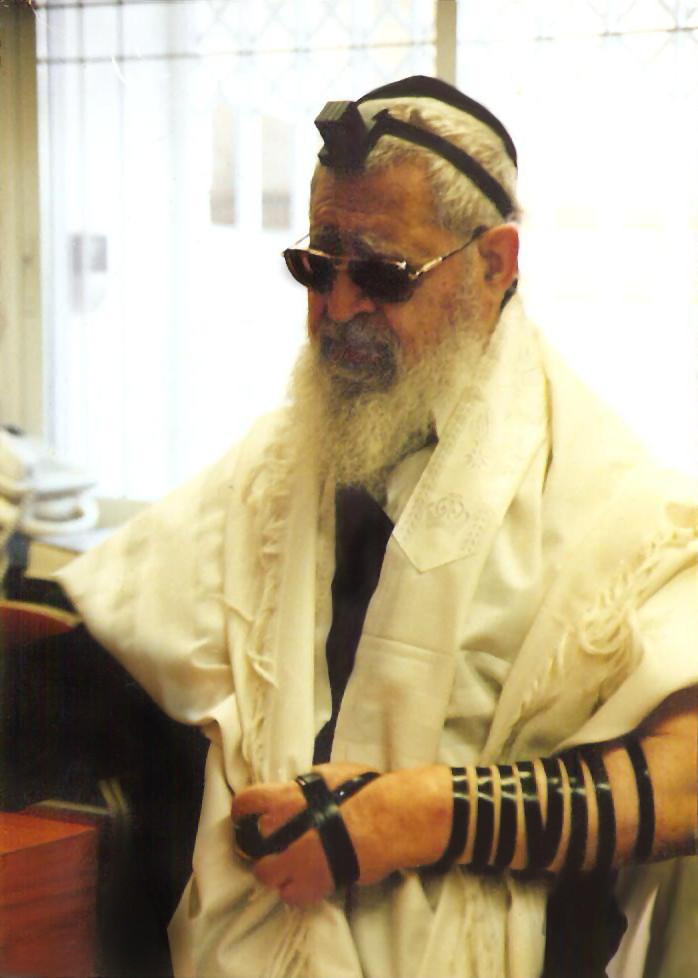
Ovadja Josef mit Kippa, Tallit und Tefillin

Die Gründe der Abgrenzung durch Bekleidung können gruppenspezifisch sein. So kann man anhand der Kleidung unterscheiden:
- stammesspezifische Kleidung, Nationaltracht, Burnus, Tunika oder Toga
- den Beruf (Arbeitskleidung) und darin unterschiedliche Aufgaben oder Ränge (Arztkittel, OP-Kittel, Pflegepersonal-Kasak) – zum Teil mit Schutzkleidungsfunktion
- Zugehörige eines Unternehmens bzw. einer Organisation (Kluft)
- die Funktion als Amtsträger (Uniform, Amtstracht)
- ein Sonderrechtsverhältnis kennzeichnende Kleidung (z. B. Inhaftierte im Strafvollzug)
- die Religion (religionsspezifische Kleidung), Kippa, Kopftuch, Burka, Soutane, Talar, Tallit uvam.
- als Identifikationsmuster einer bestimmten Szene, die sich ggf. als Sub- oder Gegenkultur versteht und durch „ihre“ spezielle nonkonforme Kleidung ein Wir-Gefühl erzeugt
- die Vereinszugehörigkeit als Tracht oder Couleur, die jeweils bestimmte Gattungen und Ränge markiert
- eine Stimmung, insbesondere Trauerkleidung

Kleidung kann geschlechtsspezifisch, altersspezifisch und/oder standes-/klassen-/kastenspezifisch sein. In den westlichen Industriestaaten begründen die verschiedenen Lebensstile die unterschiedlichen Ausprägungen von und Abgrenzungen durch Kleidung. Die wissenschaftliche Befassung mit Kleidung erfolgt durch die Volkskundliche Kleidungsforschung.

## Kleidungsgruppen
Kleidung wird nach verschiedenen Kriterien zusammengefasst, neben anderen:

### Nach Anlass
- Alltagskleidung
- Kleidung für die Arbeitswelt: Berufs- und Arbeitskleidung
  - Spezielle Arten von Arbeits- oder Berufskleidung z. B. Rettungsdienstliche Einsatzkleidung, Fluganzug, Amtstracht
  - Mit weniger funktionaler Begründung: Geschäftskleidung, Kluft (Zunftkleidung), Arbeitskleidung, Bürokleidung
  - Mit Symbol-Funktion ihres Trägers und/oder dessen Zugehörigkeit zu einem Verband oder einer Organisation (z. B. Polizei, Militär): Uniform
- Kleidung für Partys, Feste und andere feierliche Anlässe: Abendgarderobe, Clubwear, Brautkleid etc.
- Kleidung zur Kenntlichmachung politischen Protestes (Bundschuh, Gelbwesten, Palästinensertuch, Bandana[21])
- Kleidung für weitere besondere (gesellschaftliche) Anlässe: Trauerkleidung, Umstandskleidung
- Kleidung für Maskenbälle, Karneval (Faschingskostüm), sowie für Rollenspiel / Schauspiel: Kostüm
- Kleidung für den Sport: Sportbekleidung, z. B. Trainingsanzug, Turnhose
- Freizeitbekleidung: z. B. Radbekleidung, Outdoor-Bekleidung
- Badebekleidung

### Nach gesellschaftlicher Position
siehe dazu auch oben unter dem Abschnitt „Bedeutung von Kleidung“, Unterabschnitt „Soziale Bedeutung – Kommunikationsmittel“
- Insbesondere in der früheren Standesgesellschaft bestanden Kleiderordnungen, die Menschen unterschiedlichen Standes unterschiedliche Arten sich zu kleiden zuweisen: Höfische Kleidung, bürgerliche Kleidung etc.
- Heute bestehen solche Kleiderordnungen in der Regel offiziell nicht mehr, es bestehen allerdings in verschiedenen Milieus unterschiedliche Konventionen
- Bestimmte Gruppen tragen bewusst Kleidung, die sie als angehörige dieser Gruppe auszeichnet, z. B. Ordenskleidung
- In bestimmte Szenen sind bestimmte Kleidungs-Vorlieben weit verbreitet und etabliert, z. B. Punk
- Sträflingskleidung, z. B. KZ-Häftlingskleidung

### Nach Material
Heftige Kontroversen gab es zur Frage, welches Material der Gesundheit besonders zuträglich sei. Gustav Jäger hielt ausschließlich Wolle für geeignet, während Heinrich Lahmann Baumwolle befürwortete und Sebastian Kneipp vor allem Leinen. Jäger gründete ein eigenes Bekleidungsunternehmen für die von ihm entworfene sogenannte Normalkleidung für Männer, die einige Jahrzehnte lang recht erfolgreich auf dem Markt war, im deutschen Sprachraum und auch in England.
- Kleidung aus textilen Materialien,
  - aus unterschiedlichem Grundmaterial z. B. aus Baumwolle, Wolle, Leinen, Seide
  - aus unterschiedlicher Verarbeitung z. B. Samt, Gewirke, Strickware, Gewebe
- Latexkleidung
- Leder-Bekleidung
- Pelz-Bekleidung
- Metall (z. B. Ritterrüstung) oder Hartkunststoff (z. B. Schutzbekleidung mit Protektoren)
- Einwegbekleidung aus papierartigem Material oder Folie (Kunststoff, Metall)

### Nach spezieller Funktion
- Schutzfunktionen: Schutz vor Niederschlag (Regenbekleidung), Schutz vor Wind, Schutz vor Wind und Niederschlag (z. B. Seglerbekleidung), Schutz vor Kälte (z. B. Winterbekleidung), Schutz vor Hitze (z. B. Kühlbekleidung, Hitzeschutzkleidung), Schutz vor militärischem oder gewalttätigem Angriff (z. B. schuss-sichere Bekleidung, Ritterrüstung, Tarnkleidung), andere Arten von spezieller Schutzkleidung
- Warnfunktion, z. B. Warnweste
- Kleidung mit speziellen physiologischen Funktionen: Funktionsbekleidung
- Kleidung als Hilfsmittel (Bekleidung für Menschen mit Behinderung und Pflegebedürftigkeit, Pflegemode)

### Nach Position am Körper
- Kleidung bzgl. der Schichtung um den Körper:
  - Kleidung als nach außen hin sichtbare Hülle: Oberbekleidung (Damen- und Herrenoberbekleidung)
  - Kleidung unter der Oberbekleidung / direkt auf dem Körper: Unterwäsche
- Kleidung für bestimmte Körperteile: Fußbekleidung, Kopfbedeckungen, Beinkleider, Kleidung für den Oberkörper (T-Shirt, Hemd, Pullover, Jacke etc.), Kleidung für den ganzen Körper (Overall, Catsuit, Zentai, einteilige Kleider)

### Nach historischem Kontext, nach historisch vorherrschenden Moden und historischen Vorschriften

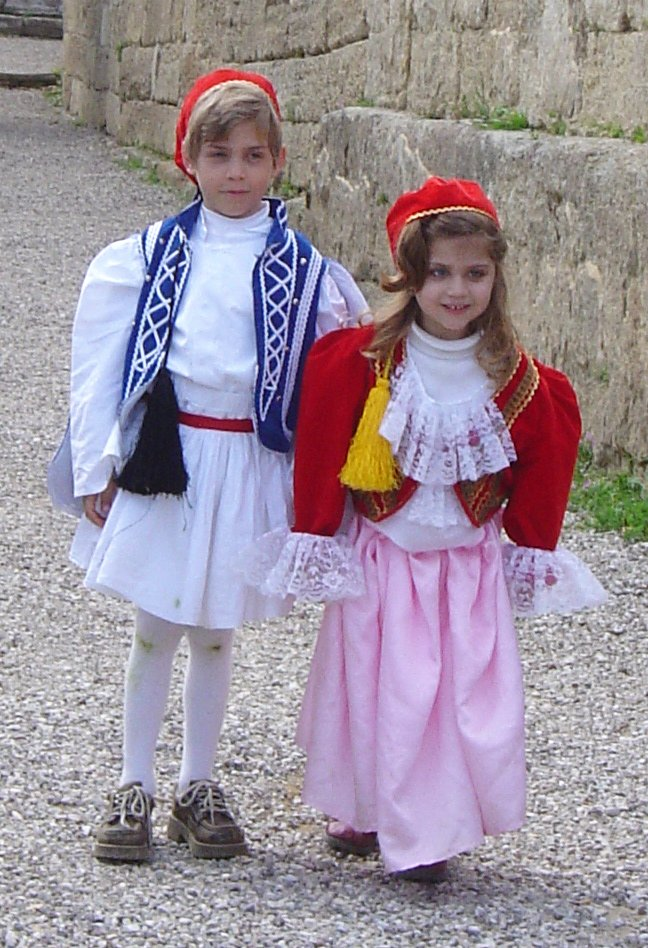
In Tracht gekleidete Kinder (Griechenland)

- Kleidung der griechischen und in der römischen Antike
- Kleidermoden im Mittelalter (500–1500)
  - z. B. Burgundische Mode
- Kleidermode der Renaissance und der Reformation (1500–1550)
- Spanische Kleidermode (1550–1610)
- Kleidermode zur Zeit des Dreißigjährigen Krieges (1610–1650)
- Kleidermode des Barock / Französische Kleidermode
  - Kleidermode zur Zeit Ludwigs XIV. (1650–1715)
  - Kleidermode des Rokoko (1720–1789)
- Kleidermode der Französischen Revolution und danach: Revolutions- und Empiremode (1789–1815)
- Kleidermode der Restauration und des Biedermeier (1817–1840)
- Krinolinenmode (1842–1870)
- Kleidermode der Gründerzeit (1871–1900)
- Kleidermode um 1900
- Kleidermoden des 20. und 21. Jahrhunderts
- Tracht

### Nach Jahreszeiten
Winterkleidung, Sommerkleidung, Übergangskleidung (Jahreszeitenwechsel), Faschingskostüm

### Sonstige Unterscheidungen
- neue Kleidung, abgeänderte Kleidung, Secondhandkleidung
- nach dem Genre: Stapelgenre, Mittelgenre, Gehobenes Mittelgenre, Modellgenre
- nicht für Menschen geschaffene Kleidung: Tierbekleidung

## Bezeichnungen in der deutschsprachigen Textilbranche
- DOB – Damenoberbekleidung
- HAKA – Herren- und Knabenoberbekleidung, ursprünglich eine Abkürzung für Herren-Anzüge/Knaben-Anzüge[22]
- KOB – Kinderkonfektion[23]
- BESPO – Berufs- und Sportbekleidung

## Kennzeichnung von Kleidung
Um Auswahl und Pflege der Kleidung zu erleichtern, werden im oder auf dem konfektionsmäßig hergestellten Kleidungsstück meist einige Angaben gemacht:
- die Marke
- die Zusammensetzung der Materialien
- die Größe, in Konfektionsgrößen gegliedert
- Textilpflegesymbole zur Orientierung, wie Kleidung gereinigt und gepflegt werden soll
- manchmal die Modellbezeichnung des einzelnen Kleidungsstückes